# ババル諸島
ババル諸島（ババルしょとう、インドネシア語: Kepulauan Babar、英語: Babar Islands）は、インドネシア南東部、モルッカ諸島南方に位置する島嶼群である。
以下の6つの島からなる。
- ババル島（オランダ語版）
- ウェタン島（オランダ語版、英語版）
- ダイ島（オランダ語版）
- ダウェラ島（オランダ語版）
- ダウェロール島（オランダ語版）
- マセラ島（オランダ語版）

## 脚注

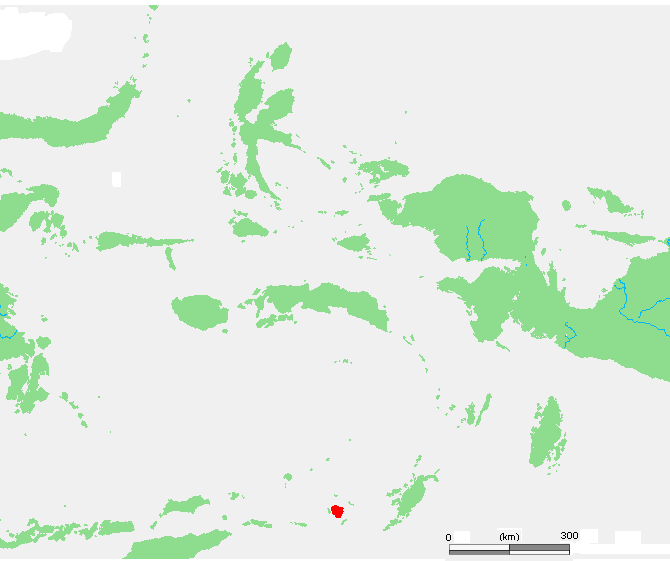
インドネシア東部、バンダ海周辺地図。赤色がババル諸島最大の島ババル島。